# 陈希滔
陈希滔（1943年12月—2022年2月12日），福建长乐人，中国人民解放军中将，中国共产党党员，解放军军事指挥员，北京卫戍区朝阳第十退休干部休养所退休干部、原北京军区副司令员。

## 生平
陈希滔中将，1943年12月出生，福建省福州市长乐区鹤上镇环山村人。1961年9月参加中国人民解放军，曾任第29军参谋长、第31集团军军长、第12集团军军长、南京军区参谋长、北京军区参谋长、北京军区副司令员等职务。陈希滔1988年被授予少将军衔，1997年晋升中将军衔。 。2008年，担任全国人大华侨委员会委员，2022年2月12日因病医治无效逝世于北京。